# Tron (fjäll)
Tron, även kallat Tronden och Trondfjell, är en bergtopp 1 665 m ö.h. i Hedmark (Innlandet fylke) Norge.
På toppen finns sändarstationer för TV och radio, samt en radiolänkstation. De byggdes på 1960-talet, och samtidigt anlades en enkel bilväg dit.
Den mindre toppen till höger i bilden kallas Blåtronden, och är 1 653 m ö. h.

Bildgalleri
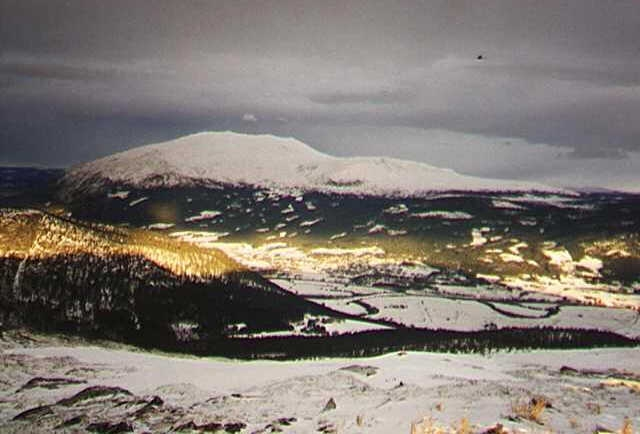
Tron sett från sydväst Tätorten Alvdal i förgrunden. Radiostationsbyggnaden kan anas på toppen.
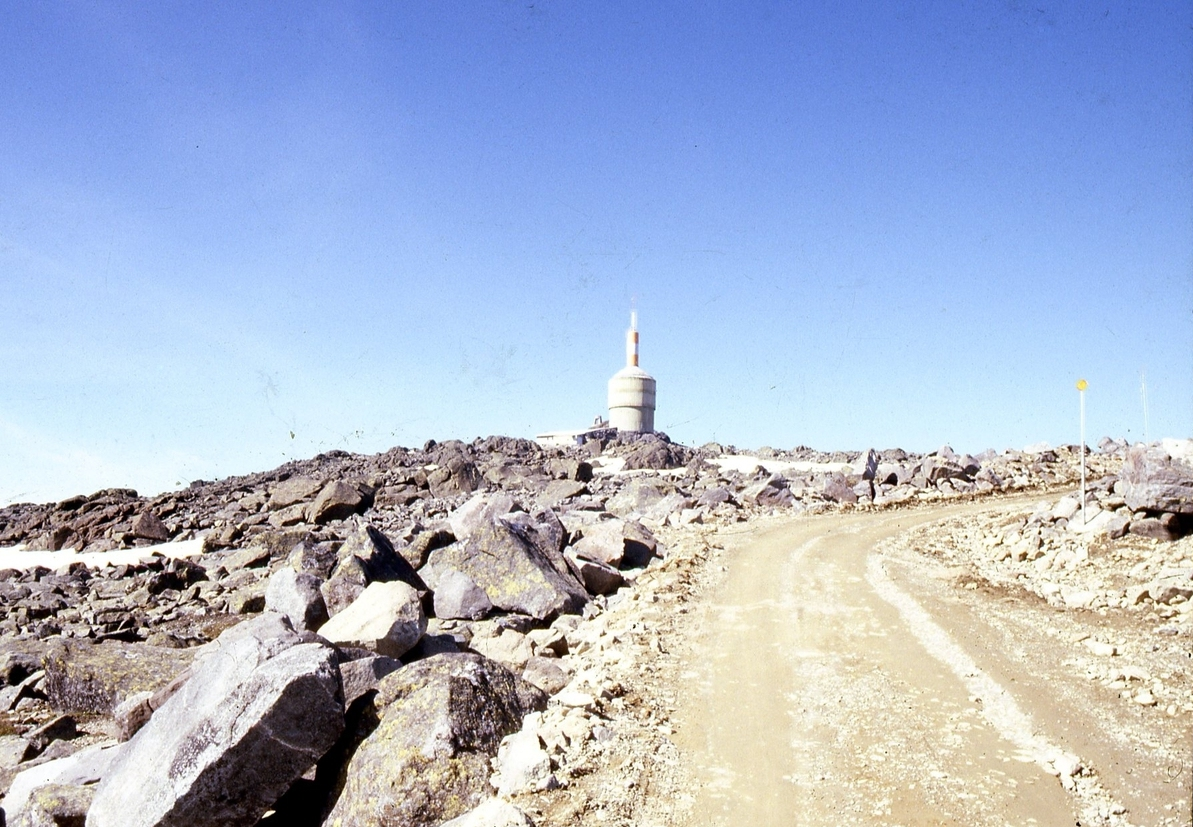
Radiolänkstation och radiosändare på toppen av Tron. I förgrunden den primitiva bilvägen.